# Erstgeburtstitel
Erstgeburtstitel oder Primogeniturtitel (lateinisch primus „Erster“ und genitus „geboren“, siehe Primogenitur) sind Adelstitel, die nach alter Sitte oder altem Adelsrecht nur an den erstgeborenen Sohn (beziehungsweise an den ältesten) weitervererbt wurden, nicht aber an weitere Nachgeborene. Sie kamen als vererbbare Titel bei Familien des Hohen Adels vor (beispielsweise Fürst von Schönburg-Hartenstein, sein ältester Sohn Erbprinz von Schönburg-Hartenstein, die Nachgeborenen Prinzen und Prinzessinen von Schönburg-Hartenstein), aber auch bei Familien des „niederen Adels“, beispielsweise der Erstgeburtstitel Graf von Wuthenau-Hohenthurm, die Nachgeborenen aber nur von Wuthenau-Hohenturm (siehe dazu auch Titulargraf).
Die Erstgeburtstitel waren in unterschiedlicher Kombination denkbar, beispielsweise Fürst und Graf zu Stolberg, der älteste Sohn Erbprinz zu Stolberg, die Kinder des Fürsten und des Erbprinzen Prinzen und Prinzessinnen zu Stolberg-Stolberg, die übrigen Nachgeborenen Grafen und Gräfinnen zu Stolberg-Stolberg.
Erstgeburtstitel konnten bis 1920 weder durch Erbschaft noch durch Adoption oder auf andere Weise auf ein anderes Geschlecht übertragen werden – sie erloschen mit dem Aussterben des damit beliehenen Geschlechts.

## Historischer Kontext
Die Primogeniturtitel von Monarchen werden mit der jeweiligen Thronbesteigung angenommen. Könige und Fürsten gibt es in allen Erdteilen seit der Urzeit, schon im Alten Ägypten und in den antiken Kulturen des Mittelmeerraums war es die verbreitete Herrschaftsform. Bei den Germanen wurden Heerführer Herzöge genannt und zunächst für die Dauer eines Kriegszuges von den freien Männern eines Stammes durch Wahl während eines Things bestimmt. Im Frühmittelalter entstanden im Raum des fränkischen Reiches erbliche Stammesherzogtümer. Das fränkische Königsamt war bei den Merowingern und Karolingern erblich, seit der Kaiserkrönung des Frankenkönigs Karls des Großen 800 in Rom wurde der erneuerte römische Kaisertitel vom Papst verliehen, seit Otto I. (Otto dem Großen) wurde der römisch-deutsche Kaiser bis 1806 durch Königswahl und nachfolgende Kaiserkrönung gekürt.
Im 12. und 13. Jahrhundert verwandelten sich die Stammesherzogtümer des Heiligen Römischen Reichs durch Aufspaltung zunehmend in Territorial-Herzogtümer. Diese wurden bestimmten Familien vom römisch-deutschen König als erbliche Fahnlehen verliehen, wobei innerhalb dieser Familien der Herzogstitel von allen Familienmitgliedern geführt wurde, so bei den Wittelsbachern ab 1180 als Herzöge von Bayern, bei ihren Vorgängern, den Welfen, ab 1235 als Herzöge von Braunschweig-Lüneburg, bei den Wettinern ab 1423 als Herzöge zu Sachsen, bei den Habsburgern seit 1453 als Erzherzöge von Österreich. Die Fahnlehen im Alten Reich wurden immer an die Gesamtfamilie vergeben, bei der Zeremonie vertreten durch den Linienältesten, jedoch nicht an diesen ad personam. Wie die Familien dann intern ihre Regierungsfunktionen wahrnahmen (im Kondominium, in Primogenitur oder durch Aufteilung in inoffizielle Teilfürstentümer) war ihre Sache. Innerhalb der Lehnsherzogtümer konnten die Herzogsfamilien also Teilfürstentümer errichten und vererben, auch wieder verschmelzen oder neu aufteilen, nach denen sie sich (inoffiziell) dann auch benannten; das jeweilige Reichslehen aber blieb ungeteilt an die Gesamtfamilie verliehen, weshalb auch alle Familienmitglieder den Herzogstitel führten (und – etwa bei den Welfen und Wettinern oder im Haus Württemberg – bis heute als Namensbestandteil führen). Ähnlich verhielt es sich mit den rangniedrigeren reichsunmittelbaren Familien, deren Adelstitel variierten (Fürst, Landgraf, Pfalzgraf, Markgraf, Graf). Reichsfürst ist ein Oberbegriff für diese, im Reichsfürstenrat des Reichstags vertretenen Territorialherrscher, zu denen ferner auch die geistlichen Fürsten zählten. Die Kaiser konnten unter diesen reichsunmittelbaren Häusern auch Rangerhöhungen vornehmen, also etwa Grafen zu Fürsten erheben, wobei der Fürstentitel dann immer in Primogenitur geführt wurde und die übrigen Familienmitglieder entweder Grafen/Gräfinnen blieben oder zu Prinzen/Prinzessinnen erhöht wurden.
Von diesen Reichsfürsten mit Reichsstandschaft sind die bloßen Reichs-Titularfürsten (und ähnlich die Reichs-Titulargrafen) zu unterscheiden. Sie erhielten ihre Titel durch den römisch-deutschen Kaiser als bloße Adelstitel verliehen, die zwar im ganzen Reich gültig waren, jedoch nicht die Reichsunmittelbarkeit (oder Reichsstandschaft) zur Folge hatten, denn diese konnte eine Familie nur durch den Erwerb eines reichsunmittelbaren Territoriums und die damit verbundene Aufnahme in den Reichstag erlangen (was bisweilen nachträglich auch geschah; so wurde das Haus Liechtenstein 1608 in den Reichsfürstenstand erhoben, ein reichsunmittelbares Fürstentum besaßen sie aber erst ab 1719). Der Fürstentitel wurde dabei in der Regel dem Erstgeborenen verliehen (primogen), der Grafentitel hingegen gewöhnlich der gesamten Familie oder allen Nachfahren des Erhobenen, es kamen aber auch Verleihungen ad personam (also nicht-erbliche) vor. Ferner gab es in Ausnahmefällen auch die Aufnahme eines Fürsten ohne reichsunmittelbares Territorium in den Reichstag als Personalist. Viele hochadlige Geschlechter teilten ihre Territorien unter ihren diversen Linien auf, bisweilen erwarben manche Linien auch neue Gebiete durch Erbschaft, sodass nicht selten ein und dasselbe Geschlecht mehrere regierende Linien, versehen mit entsprechenden Erstgeburtstiteln, hervorbrachte (so etwa die Bentheim, Castell, Fugger, Hohenlohe, Löwenstein-Wertheim, Oettingen, Reuß, Salm, Sayn-Wittgenstein, Schwarzburg, Solms, Stolberg, Waldburg). Als Familienoberhaupt, im Gotha einleitend verzeichnet als Chef des Hauses, gibt in diesen Fällen für jede Linie einen eigenen Chef (und Titelträger); die Stellung eines „Seniors“ des Gesamthauses hat demgegenüber eine geringere, eher protokollarische Bedeutung; sie wird unterschiedlich definiert, teils nach genealogischer, patrilinearer Seniorität („der älteste Sohn des ältesten Sohnes usw.“), teils nach Lebensalter.
Im Zuge der Auflösung des Alten Reiches zwischen 1803 (Reichsdeputationshauptschluss), 1806 (Ende des Reichs) und 1815 (Wiener Kongress) verloren zahlreiche Grafen- und Fürstenhäuser durch Mediatisierung ihre staatliche Unabhängigkeit an benachbarte, größere Territorien, während die dort weiter regierenden Häuser als Mitglieder des Deutschen Bundes die volle Souveränität innerhalb eines Staatenbundes erlangten, bis sie sich im Zweiten Deutschen Kaiserreich ab 1871 wieder zu einem Bundesstaat zusammenschlossen. Die mediatisierten Häuser behielten jedoch ihre Titel, ihren Besitz, einige standesherrliche Sonderrechte und gemäß der Deutschen Bundesakte auch die Ebenbürtigkeit mit den weiter regierenden Häusern und somit ihre Zugehörigkeit zum Hochadel. Die Titel der mediatisierten Häuser wurden zum Ausgleich für den Verlust der Souveränität von ihren neuen Landesherren denn auch häufig um eine Rangstufe erhöht, aus vormals regierenden Grafen wurden dann (primogene) Titularfürsten. Die bayerischen und die württembergischen Könige waren bestrebt, den Fürstentitel innerhalb ihrer Königreiche möglichst häufig zu verleihen, um die (ihnen bisweilen wenig wohlgesinnten) mediatisierten Reichsfürsten, deren Territorien sie vereinnahmt hatten, unter eine Menge von Titularfürsten zu stellen. Daher wurde etwa in Bayern einem verdienten General aus der bürgerlichen Familie Wrede der Fürstentitel dergestalt verliehen, dass ihn sämtliche Nachfahren führen durften, nicht nur der jeweils Älteste (traditionell wurde es so im Russischen Adel gehandhabt). Ähnlich durften sich in Württemberg die Mitglieder einer morganatischen Linie des Königshauses, die Urach, allesamt Fürsten nennen, während das Familienoberhaupt Herzog wurde. Da die Habsburger über Jahrhunderte römisch-deutsche Kaiser gewesen waren und in dieser Eigenschaft die führenden Familien ihrer Erblande häufig in den Reichsfürsten- oder Reichsgrafenstand erhoben hatten, wollte das neue Kaiserhaus der Hohenzollern ab 1871 sich ebenfalls mit einem höherrangigen Hofstaat umgeben und verlieh daher eine Anzahl primogener preußischer Fürstentitel. Um auch einen ausreichenden Grafenstand zu schaffen (denn die Anzahl der alten Reichsgrafen in Brandenburg-Preußen war überschaubar), wurde an wohlhabende Adelsfamilien nun auch der preußische Grafentitel häufiger verliehen, allerdings meist nur primogen und gebunden an den jeweiligen Besitz eines Familienfideikommisses, um nicht eine Inflation besitzloser Grafen herbeizuführen.
Da es in den meisten anderen europäischen Monarchien keine der Reichsstandschaft vergleichbaren Semi-Souveränitätsrechte einzelner Adelshäuser gab, waren (oder sind) die Herzogs- und Fürstentitel in diesen Ländern reine Adelstitel ohne Regierungsgewalt (jedoch bisweilen mit politischen Rechten in Form eines Sitzes in einem Oberhaus). Der Herzogstitel ist dabei in der Regel ein Erstgeburtstitel. Im Britischen Adel gilt die Besonderheit, dass sämtliche Adelstitel nur primogen vererblich sind; nur für die erste Generation der jüngeren Kinder eines Peers gibt es noch sogenannte Höflichkeitstitel (Lord, Lady, The Honourable), während die Nachfahren der nächsten Generation ins Bürgertum absteigen; bei Erlöschen der titeltragenden Linie kann der Primogeniturtitel des Peers jedoch auf eine solche Nebenlinie übergehen, sofern diese von einem Titelträger abstammt (so erbte etwa 1996 ein bürgerlicher Südafrikaner von der entfernt verwandten Hauptlinie seiner Familie den schottischen Titel Duke of Atholl). Der Fürstentitel existiert in Großbritannien nicht, ebenso wenig in Spanien, mit Ausnahme der Titel der jeweiligen Thronfolger: Prince of Wales (Fürst von Wales) oder Príncipe de Asturias (Fürst von Asturien). In Frankreich und Belgien sind Fürst und Prinz identisch (als Prince), insofern unterscheidet sich der Titel des Familienoberhaupts nicht von dem der Agnaten, etwa bei den Häusern Ligne oder Merode. (Der Titel Fürst von Monaco ist nur im Deutschen vom Prinzen unterschieden.) Im Italienischen Adel hingegen werden die verliehenen Erstgeburtstitel (Duca, Principe, Marchese) häufig zwischen den Familienlinien (und oft auch zwischen den lebenden Generationen) aufgeteilt. Eine Besonderheit sind auch die primogenen Lehnsgrafentitel nach dänischem Adelsrecht, die sich zusammen mit einem Grundbesitz patrilinear an den jeweils ältesten Sohn weitervererben; in vielen Fällen sind die Töchter ebenfalls Comtessen, während die jüngeren Söhne den Baronstitel führen. Solche dänischen Verleihungen betreffen teilweise auch in Schleswig-Holstein ansässige Familien.

## Namensbestandteil (Deutschland)
Seit dem Inkrafttreten der Weimarer Verfassung von 1919 mit der Aufhebung der adeligen Standesvorrechte gelten Erstgeburtstitel wie alle Adelstitel nur noch als Bestandteil des Namens und dürfen nicht mehr verliehen werden. Personen, die bis 1919 Adelstitel führten, welche auf Primogenitur beruhten, konnten diese bis an ihr Lebensende als ihren Namensbestandteil weiterführen. Das Preußische Adelsgesetz vom 23. Juni 1920 führt dazu im § 22 aus:

„Stand zur Zeit des Inkrafttretens der Reichsverfassung einem Familienangehörigen vor den anderen Familienangehörigen eine besondere Bezeichnung zu, so darf er diese Bezeichnung für seine Person […] beibehalten.“

Sie konnten ihre Primogeniturtitel aber nicht mehr vererben, auch nicht in ihrem eigenen Geschlecht. Seit beispielsweise die im Jahr 1919 noch lebenden Personen des Namens Fürst von Bismarck und Fürst von Thurn und Taxis verstorben sind, gibt es nur noch den Namen Graf von Bismarck oder Prinz von Thurn und Taxis sowie die entsprechenden weiblichen Deklinationen. Die bekannte „Fürstin“ Gloria trägt demnach den amtlichen Familiennamen Prinzessin von Thurn und Taxis, so wie die übrigen Mitglieder der Familie. Die Namensbestandteile Herzog, Fürst oder Graf gibt es zumeist nur noch dann, wenn traditionell alle Familienmitglieder so heißen (zum Beispiel die Familie Fürst von Urach oder Herzog von Württemberg).
Ehemals adelige Familien mit vor 1919 primogen erworbenen Titeln sind gegen die Abschaffung mehrfach auch schon während der Weimarer Republik vergeblich vor Gericht gezogen:
Das Reichsgericht, so berichtete der Spiegel, beseitigte schließlich jeden Zweifel an der Rechtslage. Es entschied, dass …

„[…] das beim Adel oft einzelnen Familienangehörigen, namentlich dem Familienoberhaupt [zustehende Recht], eine ihn vor den übrigen Familienangehörigen auszeichnende Bezeichnung, zum Beispiel als ‚Fürst‘ oder ‚Graf‘, zu führen nicht als Teil des Familiennamens gelten [könne], weil der Familienname […] sich auf alle Abkömmlinge des Namensträgers vererbe.“

Mit der vom Spiegel angeführten Entscheidung hat das Bundesverwaltungsgericht mit 11. März 1966 die namensrechtliche Regelung der Weimarer Reichsverfassung, die nach Art. 123 Grundgesetz als einfaches Bundesrecht weitergilt, bestätigt. In dem Verfahren, das dieses höchstrichterliche Grundsatzurteil herbeiführte, ging es um einen Kläger mit dem Namensbestandteil „Freiherr von“, dessen Vorfahren seit 1840 den Grafentitel führten und dessen verstorbener Vater nach dem Primogenituradel noch die alte Adelsbezeichnung „Graf von“ als Bestandteil seines Namens geführt hatte. Der Kläger beanspruchte trotz der an ihn herangetragenen Zweifel des von den Deutschen Adelsvereinigungen unterhaltenen Adelsarchivs und der zuständigen Personenstandsbehörde, die ihm lediglich den amtlichen Namensbestandteil „Freiherr“ zugestand, in einem verwaltungsgerichtlichen Verfahren den Namensbestandteil „Graf“. Die Klage wurde in allen drei verwaltungsgerichtlichen Instanzen unter Hinweis auf die Weimarer Reichsverfassung, Art. 109 Abs. 3 und das Namenänderungsgesetz, § 8, bis zum Bundesverwaltungsgericht mit der Begründung abgewiesen, dass er nicht befugt sei, „seinen freiherrlichen Namen beim Tode seines Vaters in einen gräflichen Namen zu ändern, weil er nur zur Führung eines freiherrlichen Namens berechtigt“ sei.
Früher nach dem Adelsrecht primogen in der Familie weitervererbte Titel können mit der Aufhebung der Adelsvorrechte und der damit verbundenen Abschaffung des Primogenituradels nicht mehr als Teil des amtlichen Familiennamens geführt werden. Umgekehrt ist der Verzicht auf einen Titel oder das sogenannte Adelsprädikat „von“ nicht ohne weiteres möglich. Da es sich bei diesen um Bestandteile des Namens handelt, stellt der Verzicht eine Namensänderung dar, die rechtsgültig nur nach einem entsprechenden Namensänderungsverfahren vor den zuständigen Behörden möglich ist.
Einerseits sieht das deutsche Namensrecht demzufolge Erstgeburtstitel nach dem Ableben der letzten berechtigten Namensträger nach Abschaffung der Monarchie nicht mehr vor, weshalb im Pass vieler adelsrechtlicher Fürsten seither wie beim Rest der jeweiligen Familie als Namensbestandteil Prinz oder Graf steht, andererseits gab und gibt es Fälle, in denen Standesämter gemäß der Allgemeinen Verwaltungsvorschrift zum Gesetz über die Änderung von Familiennamen und Vornamen (NamÄndVwV) eine entsprechende Namensänderung tatsächlich durchführen, wenn etwa der Namensbestandteil „Fürst“, insbesondere nach langjähriger Führung, allgemein von der ortsansässigen Bevölkerung akzeptiert und benutzt wird.
Die Namensänderung des neuen Familienoberhauptes beim Tod des Vaters von z. B. „Prinz“ zu „Fürst“ hängt somit einerseits vom Wohlwollen der örtlichen Behörde ab, andererseits werden solche Fälle bisweilen auch auf Ebene des jeweiligen Regierungspräsidiums oder Innenministeriums des zuständigen Bundeslandes zustimmend oder ablehnend bewertet. So durfte beispielsweise Armin Prinz zur Lippe 1950 in Nordrhein-Westfalen nach einem Namensfeststellungsbeschluss seinen Namen nicht in Fürst zur Lippe abändern lassen. In Baden-Württemberg und Bayern hingegen gibt es verschiedene Beispiele solcher Namensänderungen. Abgesehen davon steht es frei, vom amtlichen Namen abweichende Namensvarianten zu verwenden, weshalb viele adelsrechtlich befugte Titelträger in der Öffentlichkeit mit dem Namensbestandteil „Fürst“ auftreten, wenngleich dies oft nicht dem amtlichen Namen entspricht. Dasselbe gilt für primogene Grafen. Förmliche Namensänderungen werden hingegen, wenn überhaupt, meist erst nach vielen Jahren inoffizieller Führung des Erstgeburtstitels als Namensbestandteil beantragt, da einerseits die allgemeine Bekanntheit des zu ändernden Namens Tatbestandsvoraussetzung für eine Namensänderung ist, andererseits eine Vererbung des dann zum Familiennamen werdenden vormaligen Erstgeburtstitels an jüngere Kinder von den Familien selbst nicht gewünscht wird.
Karl Friedrich von Hohenzollern beispielsweise hatte im Pass den Namensbestandteil „Prinz“ stehen, wie alle Hohenzollern. Er trat aber bis 2010 als erstgeborener Sohn des „Fürsten von Hohenzollern“(-Sigmaringen) unter dem Titel „Erbprinz“ auf. Nach dem Tode seines Vaters 2010 wurde er – wie im Hochadel üblich – der Alleinerbe der Schlösser, Ländereien und Industrieunternehmen seiner Familie. Als nunmehriger Chef des Hauses Hohenzollern-Sigmaringen nennt er sich „Fürst von Hohenzollern“. In einem Artikel der Schwäbischen Zeitung vom 26. Februar 2011 zur Namensthematik erklärte er dazu: „Die namensrechtliche Regelung betrachte ich als nicht relevant, wenn die Bürger den Titel akzeptieren. In Sigmaringen denkt so die überwiegende Mehrheit. Ich betrachte den Titel als Berufsbezeichnung“ (im Sinne der Verwaltung und Bewahrung des Familienerbes und seiner Repräsentation in der Öffentlichkeit). Während die offizielle Anrede eines Fürsten als Durchlaucht etwa im Fürstentum Liechtenstein noch allgemein üblich ist, wird sie andernorts meist nur noch bei der Begrüßung in Ansprachen oder im Briefverkehr als Abkürzung S.D. über dem Namen als Höflichkeitsbezeugung verwendet.
In einigen Familien des Hochadels wird allerdings die Vererbung über die Erstgeburt heute nicht mehr streng beachtet, vielmehr führt der jeweilige Erbe des Familienbesitzes (und damit der Familientradition) auch dann den Titel, wenn er aufgrund anderer Gesichtspunkte als der Erstgeburt (etwa seiner Eignung) das Erbe angetreten hat, so beispielsweise in den Fürstenhäusern Bentheim-Tecklenburg, Castell-Castell oder Leiningen.
Bei einigen der bis 1918 regierenden Häuser, der Bundesfürsten, wurden die Primogeniturtitel des jeweiligen Haus-Chefs sogar erst nach dem Ende der Monarchie durch Rückgriff auf traditionsreiche mittelalterliche Titel der Familie geschaffen, um die jeweiligen Familienoberhäupter entsprechend herauszuheben: So nahm Albrecht, der Sohn des letzten bayerischen Kronprinzen, im Unterschied zu dem Namen Prinz von Bayern – wie er von allen Familienmitgliedern geführt wird – nach dem Tod seines Vaters in seiner Funktion als nunmehriger Chef des Hauses Wittelsbach 1955 den Namen Herzog von Bayern an, ebenso nach Albrechts Tod 1996 dessen Sohn Franz von Bayern. Ähnlich nahmen die Chefs des Hauses Baden, Berthold und sein Sohn Max, den Titel Markgraf von Baden an, den in früheren Jahrhunderten stets sämtliche Familienmitglieder geführt hatten, bevor im Großherzogtum Baden (1806–1918) das Familienoberhaupt zum Großherzog und die übrigen Familienmitglieder zu Prinzen und Prinzessinnen aufgestiegen waren. In den Fällen der Häuser Bayern und Baden erfolgten jeweils auch entsprechende Namensänderungen. Friedrich Christian, der Sohn des letzten sächsischen Königs, nahm den mittelalterlichen Titel Markgraf von Meißen als Namen an, ebenso nach ihm sein Sohn Maria Emanuel. Im Haus Hessen wiederum haben alle Familienmitglieder den amtlichen Namen Prinz und Landgraf von Hessen, allerdings benutzt nur das jeweilige Familienoberhaupt den historischen Landgrafentitel, während die übrigen Familienmitglieder „nur“ vom Namensbestandteil Prinz oder Prinzessin Gebrauch machen. Vergleichbares gibt es auch in vormals regierenden Häusern anderer heutiger Republiken, etwa im Haus Bourbon (Linien Orléans oder Sizilien) oder im Haus Savoyen. Die jeweiligen Chefs dieser Häuser „verleihen“ innerhalb ihrer Familien historische Herzogstitel, die etwa in Frankreich (siehe unten) zwar namensrechtlich nicht relevant, aber  als «titres de courtoisie» („Höflichkeitstitel“) allgemein, von der Presse und Justiz bis zur Regierung, anerkannt und verwendet werden.

## Adelsrecht (Österreich)
Für den österreichischen Adel stellt sich die Problematik insofern nicht, da mit dem Adelsaufhebungsgesetz 1919 der Adel seiner Adelstitel verlustig ging und die damit verbundenen Ehrenvorzüge österreichischer Staatsbürger aufgehoben wurden. Damit sind, im Gegensatz zu Deutschland, die ehemaligen Adels- oder Primogeniturtitel auch nicht zu einem Bestandteil des Namens geworden. Nach dem Anschluss Österreichs an das Deutsche Reich galt ab 1938 das deutsche Namensrecht bis 1945 auch in Österreich. Frühere Titel des österreichischen Adels, die seit 1919 aufgehoben waren, wurden dadurch aber nicht automatisch, sondern nur auf besonderen Antrag als Namensbestandteile wieder eingeführt. Die abgeschafften Titel, darunter auch die Erstgeburtstitel (etwa Fürst) werden jedoch in Österreich, Ungarn, Tschechien und Italien, ebenso wie in Deutschland, im privaten und gesellschaftlichen Verkehr, teilweise noch benutzt.

## Namenspraxis in Frankreich
In der Französischen Republik werden die Erstgeburtstitel nicht in den Pass eingetragen, auch nicht durch Namensänderung; von den Gerichten werden sie als „nicht justiziable Höflichkeitstitel“ («titre de courtoisie») bezeichnet und als solche auch verwendet, und ebenso von Politik und Presse. So führt das Oberhaupt des Hauses Orléans traditionsgemäß die Titel Graf von Paris, Herzog von Frankreich, und „verleiht“ den Angehörigen seiner Familie privatrechtlich benutzte Titel nach dem historischen Hausgesetz des vormals regierenden französischen Königshauses der Kapetinger.

## Adelsrecht in Monarchien
In den noch existierenden europäischen Monarchien, darunter auch denen mit Deutsch als Amtssprache (Königreich Belgien, Großherzogtum Luxemburg und Fürstentum Liechtenstein), gilt das Adelsrecht bis heute als öffentliches Recht, auch wenn mit dem Adelsstand einst verbundene Privilegien und Vorrechte großenteils abgeschafft wurden. In diesen Ländern werden auch primogene Titel bis heute geführt, vererbt und teilweise neu verliehen. Eine ausschließliche Anwendung des Primogeniturprinzips erfolgt seit jeher im Britischen Adel. Im Königreich Spanien werden die Titel des spanischen Adels nach jüngster Reform in absoluter Primogenitur vererbt, also ohne Ansehung des Geschlechts an das jeweils älteste Kind, sofern sie nicht bei Lebzeiten mit Genehmigung des Monarchen an andere Nachfahren abgetreten wurden; auf diese Weise können lange Titularketten auch auf mehrere Erben aufgeteilt werden. Letzteres ist gemäß spanischem Adelsrecht traditionell auch in Süditalien üblich (siehe: Italienischer Adel).
Adelstitel aus anderen Ländern, gleichgültig ob dort abgeschafft oder nicht, werden bei der Einbürgerung von Ausländern in Monarchien in aller Regel anerkannt und daher bei Inkorporierung in den heimischen Adel übernommen, so etwa bei Claus von Amsberg (als „Jonkheer van Amsberg“) im Königreich der Niederlande oder bei Lorenz Habsburg-Lothringen (als „Erzherzog von Österreich-Este“) im Königreich Belgien. In Großbritannien ist dies hingegen nicht üblich, so wurde Philip, Duke of Edinburgh erst durch britische Verleihung wieder zum Herzog erhoben, nachdem er als Prinz von Griechenland und Dänemark geboren worden und als Mr Mountbatten in Großbritannien eingebürgert worden war.